# Мед (река)
Мед (фр. Mède) — река в Провансе на юге Франции в департаменте Воклюз, приток реки Сорг бассейна Роны. Начинается на склоне Мон-Ванту.

## Притоки
- Валлон-де-Бом-дю-Ша
- ручей Эсперелль
- Ретур
- Мердэе
- Малагрон
- Валла-де-Преот
- ручей Комб
- Фоссе-де-л’Эгетт
- Созетт
- Брегу
- Лон-Налла
- Гран-Валла

## Пересекаемые коммуны
Мед протекает через следующие 14 коммун:
- Обиньян
- Бедаррид
- Бедуан
- Каромб
- Карпантра
- Грийон-ле-Брав
- Лориоль-дю-Конта
- Малосен
- Мазан
- Моден
- Монтё
- Сен-Пьер-де-Вассоль
- Саррьян
- Сорг